# Kompozicija (likovna)
Kompozicija (lat. con 'sa' i ponere 'staviti') predstavlja raspored i odnos dijelova neke cjeline. Kompozicija je pojam koji u likovnoj umjetnosti označava strukturu koju tvore likovni elementi u svom međuodnosu. 
Francuski slikar Matisse zapisao je da je kompozicija umjetnost raspoređivanja raznih elemenata kojima slikar raspolaže da izrazi svoje osjećaje. Vrste likovnih kompozicija ovise o rasporedu oblika koje prikazujemo na plohi ili u prostoru, te tako postoje: vodoravna, okomita, kosa, kružna, piramidalna i slobodna kompozicija. Kombinaciju više kompozicija na istom djelu naziva se dramskom kompozicijom. 
Kompozicijske tehnike, to jest elementi kompozicije, u likovnoj umjetnosti uključuju načine na koje umjetnici organiziraju i oblikuju likovne elemente u svojim djelima kako bi postigli skladnu cjelinu. 
Ove tehnike uključuju:
1. ravnotežu
2. simetriju i asimetriju
3. kontrast
4. ritam
5. dominaciju
6. proporciju
7. pokret
8. naglasak
9. jedinstvo.

Sve ove kompozicijske tehnike rabe se da se postigne harmonija unutar likovnog djela stvarajući tako estetski ugodan dojam i potičući promatrača na emotivan i intelektualan odgovor.